# Велика Лока (Требнє)
Велика Лока (словен. Velika Loka) — поселення в общині Требнє, регіон Південно-Східна Словенія, Словенія.